# Sacramento Kings
O Sacramento Kings é um time de basquete profissional americano com sede em Sacramento, Califórnia. Os Kings competem na National Basketball Association (NBA) como membros da Divisão do Pacífico da Conferência Oeste. Os Kings são o time mais antigo da NBA e o primeiro e único time nas principais ligas esportivas profissionais da América do Norte localizadas em Sacramento. A equipe joga seus jogos em casa no Golden 1 Center. Suas melhores temporadas na cidade foram no início dos anos 2000, incluindo uma temporada de muito sucesso em 2001-02, quando tiveram o melhor recorde da NBA com 61 vitórias e 21 derrotas (uma porcentagem de vitórias de 0,744).
A franquia começou com o nome Rochester Seagrams (uma equipe semiprofissional) de Rochester, Nova Iorque, que surgiu em 1923 e hospedou várias equipes nos 20 anos e seguinte. Eles se juntaram à National Basketball League (NBL) em 1945 como o renomeado Rochester Royals, vencendo o campeonato da liga em sua primeira temporada, 1945-46. Mais tarde, eles foram juntos com outros três times da NBL para a Basketball Association of America (BAA), precursora da NBA, em 1948. Com o nome de Royals, o time costumava ter sucesso na quadra, vencendo o campeonato da NBA de 1951. O time, no entanto, achou cada vez mais difícil obter lucro no mercado relativamente pequeno de Rochester e se mudou para Cincinnati em 1957, tornando-se o Cincinnati Royals.
Em 1972, a equipe mudou-se novamente, desta vez para Kansas City, Missouri, e renomeou Kansas City-Omaha Kings porque inicialmente dividiu seus jogos em casa entre Kansas City e Omaha, Nebraska; o apelido foi alterado para evitar confusão com o time de beisebol apelidado de Kansas City Royals. Após três temporadas, o time mudou o nome para Kansas City Kings, mas continuou a jogar vários jogos em casa por temporada em Omaha, até março de 1978. A franquia novamente não obteve sucesso em seu mercado e mudou-se após a temporada de 1984-85 para Sacramento. Entre 2006 e 2022, os Kings tiveram 16 temporadas consecutivas de derrotas, o maior número na história da NBA. Os Kings também tiveram a mais longa seca de idas à pós-temporada nos quatro principais esportes norte-americanos, que começou em 2006 e durou até 2023.

## Elenco atual
| #  | Pontos | Jogador          | Carreira  |
| -- | ------ | ---------------- | --------- |
| 1  | 22.009 | Oscar Robertson  | 1960-1970 |
| 2  | 15.840 | Jack Twyman      | 1955-1966 |
| 3  | 12.070 | Mitch Richmond   | 1991-1998 |
| 4  | 11.064 | De'Aaron Fox     | 2017-2025 |
| 5  | 10.894 | Tiny Archibald   | 1970-1976 |
| 6  | 9.895  | Sam Lacey        | 1970-1981 |
| 7  | 9.894  | DeMarcus Cousins | 2010-2017 |
| 8  | 9.498  | Peja Stojaković  | 1998-2006 |
| 9  | 9.107  | Jerry Lucas      | 1963-1969 |
| 10 | 9.027  | Eddie Johnson    | 1981-1987 |

| #  | Assistências | Jogador         | Carreira  |
| -- | ------------ | --------------- | --------- |
| 1  | 7.731        | Oscar Robertson | 1960-1970 |
| 2  | 3.563        | Sam Lacey       | 1970-1981 |
| 3  | 3.499        | Tiny Archibald  | 1970-1976 |
| 4  | 3.146        | De'Aaron Fox    | 2017-2025 |
| 5  | 2.809        | Reggie Theus    | 1984-1988 |
| 6  | 2.580        | Mike Bibby      | 2001-2008 |
| 7  | 2.409        | Larry Drew      | 1981-1986 |
| 8  | 2.322        | Phil Ford       | 1978-1982 |
| 9  | 2.250        | Bob Davies      | 1945-1955 |
| 10 | 2.128        | Mitch Richmond  | 1991-1998 |